# 三尖杉科
三尖杉科（學名：Cephalotaxaceae）下轄三尖杉屬（Cephalotaxus）及有爭議的榧樹屬（Torreya）和穗花杉屬（Amentotaxus）等共20種。

## 特色
此科物種為常綠性灌木或小型喬木。樹葉為披針形，背側有淺綠色或白色氣孔帶，且常從基部分兩行螺旋排列。科内各属或雌雄同株，或雌雄異株；甚至一些種虽通常為雌雄異株，但少數植株却為雌雄同株。
雄性毬果長4至25毫米且花粉於早春成熟；雌性毬果僅具一至數個卵生鱗片，每個卵生鱗片含一個胚珠；隨著胚珠的成熟，卵子鱗片發育成完全圍繞種子的肉質假種皮。成熟的假種皮稀薄，為綠色、紫色或紅色，表面光滑且呈樹脂狀。由於每個含胚珠的鱗片都不起眼，毬果得以長成含一至幾個種子的短枝。它們可能被鳥類和其他動物吃掉，假種皮被消化，而硬種子則不受損害的排出於糞便，但是生物學者尚未對該科的種子傳播機制進行充分研究。

## 下轄屬
- Cephalotaxus-三尖杉屬
- Torreya-榧樹屬（有爭議）
- Amentotaxus-穗花杉屬（有爭議）

## 與紅豆杉科的比較
| 类别         | Taxaceae-紅豆杉科                  | Cephalotaxaceae-三尖杉科 |
| ------------ | ---------------------------------- | ------------------------ |
| 假種皮       | 部分包覆種子                       | 完全包覆種子             |
| 成熟期       | 6-8個月                            | 18-20個月                |
| 成熟種子長度 | 5-8毫米（在Austrotaxus中可達25mm） | 12-40 毫米               |

## 文獻
- Arboretum de Villardebelle - Cephalotaxus koreana con conos de semillas maduros （页面存档备份，存于）
- Arboretum de Villardebelle - Cephalotaxus fortunei con conos masculinos （页面存档备份，存于）
- Arboretum de Villardebelle - Torreya californica con conos de semillas （页面存档备份，存于）
- . Flora of China (Missouri Botanical Garden) –eFloras.org.

1. ↑  .   [2020-12-29]. （原始内容存档于2021-03-04）.
2. ↑  .   [2020-12-29]. （原始内容存档于2021-02-14）.
3. ↑  .   [2020-12-29]. （原始内容存档于2021-02-14）.